# Federația de Fotbal din Panama
Federația Națională de Fotbal din Panama (spaniolă Federación Panameña de Fútbol, FENAFUTG) este forul ce guvernează fotbalul în Panama. Se ocupă de organizarea echipei naționale și a campionatului. A fost membru fondator al CONCACAF în 1961.